# Pachydissus patricius
Pachydissus patricius là một loài bọ cánh cứng trong họ Cerambycidae.